# Ausberto Valentín Rodríguez Jara
Ausberto Valentín Rodríguez Jara (* 9. Februar 1942 in Mariscal Estigarribia) ist ein paraguayischer Journalist und Diplomat im Ruhestand.

## Werdegang
1945 zogen seine Eltern mit ihm nach Asunción, wo er die Grund- und weiterführende Schule besuchte. 1960, nach dem Abitur, nahm er in Montevideo ein Studium der Medizin auf und opponierte gegen das Regime von Alfredo Stroessner. Schließlich wandte er sich vom Medizinstudium ab und widmete sich dem Journalismus. Seine journalistische Tätigkeit führte ihn nach Uruguay, Ägypten, Spanien, Simbabwe und Argentinien. Zunächst war sein Thema die Diktatur Strössner. Später war er Journalist der Egyptian Radio and Television Union und Korrespondent verschiedener Medien- und Informationsagenturen in Lateinamerika und Spanien.
1996 kehrte er, nach 36 Jahren im Exil, nach Paraguay zurück und arbeitete für verschiedene Radio- und Fernsehgesellschaften in der Hauptstadt und im Landesinneren.
Am 18. Januar 2009 hatte ihn die Regierung von Fernando Lugo erfolglos als Botschafter nach Montevideo vorgeschlagen.
Von 29. Dezember 2009 bis 2. Februar 2015 war er Botschafter in Kairo. Ab 20. Dezember 2010 war er gleichzeitig Botschafter in Ramallah (Palästina), ab 26. Oktober 2010  in Manama (Bahrain) sowie in Yaoundé (Kamerun) und ab 4. Mai 2011 in Islamabad (Pakistan).

## Veröffentlichungen
1. Breve manual de Periodismo Radiofónico, 2001
2. Trilogie:

- „Las vidas de la vida“,  Untertitel „Des-memories“, Geschichten über Erinnerungen, Erfahrungen und Anekdoten seiner Kindheit, seiner Jugend und seiner ersten Jugend.
- „Des-arraigados“ ist die Fortsetzung dieser Geschichten seiner Jahre in Uruguay und in Ägypten.
- „Des-exilios“ ist in Vorbereitung, Beispiele für seine Reise durch Spanien, Simbabwe, Argentinien und seine Wiedereingliederung in die Heimat.

| Vorgänger             | Amt                                                                       | Nachfolger                                                     |
| --------------------- | ------------------------------------------------------------------------- | -------------------------------------------------------------- |
| Óscar Benítez Estragó | Paraguayischer Botschafter in Kairo 29. Dezember 2009 bis 2. Februar 2015 | 23. April 2015 bis 19. Februar 2019: Nelson Alcides Mora Rodas |